# The Recognition
The Recognition est un film muet américain réalisé par Allan Dwan et sorti en 1912.

## Fiche technique
- Titre : The Recognition
- Réalisation : Allan Dwan
- Genre : Film dramatique
- Production : American Film Company
- Dates de sortie :
  - États-Unis : 23 décembre 1912

## Distribution
- J. Warren Kerrigan : Lawrence Mercer
- Pauline Bush : Ruth Masters
- Jack Richardson : Dale Mercer
- Louise Lester : Salina Masters
- George Periolat : Thomas Mercer
- Charlotte Burton : Kit Murphy